# Parafia św. Doroty w Zawadach
Parafia pw. św. Doroty w Zawadach – rzymskokatolicka parafia należąca do dekanatu błońskiego, archidiecezji warszawskiej, metropolii warszawskiej Kościoła katolickiego. W parafii posługują księża diecezjalni. Według stanu na listopad 2019 proboszczem parafii był ks. Bogusław Pomarański. 